# Duved
Duved er et byområde i Åre kommun i Jämtlands län, Sverige. Byområdet havde 637 indbyggere i 2005, ligger cirka otte kilometer vest for Åre, og strækker sig i øst-vestlig retning langs den nordlige bred af Indalsälven. Europavej E14 fra Östersund mod Storlien og Norge passerer gennem Duved, og Duved Station forbindes af Mittbanan med Sundsvall i øst og Trondheim i vest. Duved er et vintersportssted som indgår i Åre Skiområde.